# Abraham Stocker

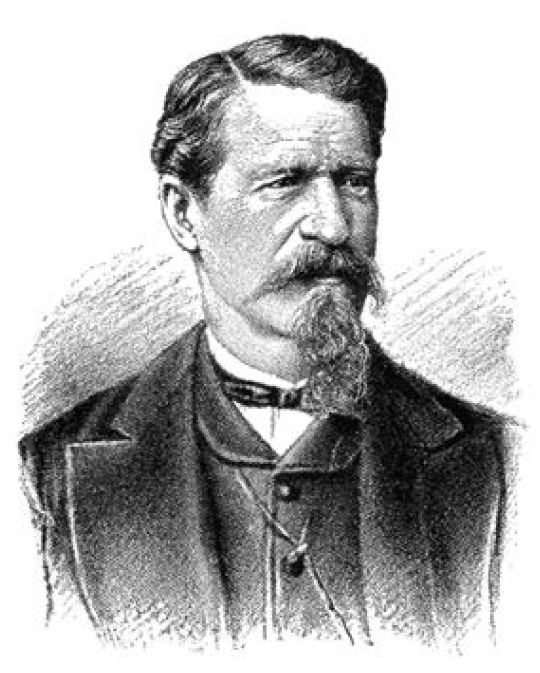
Abraham Stocker

Abraham Stocker (* 26. Dezember 1825 in Büron; † 6. Oktober 1887 in Luzern; heimatberechtigt in Luzern) war ein Schweizer Politiker (liberal).

## Biographie
Abraham Stocker kam als Sohn des Hufschmieds Melchior Stocker und der Maria Stocker, geborene Steiger, zur Welt. Nach der Volksschule in Büron besuchte er das Gymnasium in der Stadt Luzern. Nach dem Gymnasium war er Buchdrucker und Buchhändler im Buchhandlungs- und Verlagsgeschäft R. Jenni. Später übernahm er diese Firma. 1855 verkaufte er die Buchhandlung an Rudolf Bertschinger (aus Lenzburg) und die Buchdruckerei an C. M. Härdi (ebenfalls aus Lenzburg). Neben der Arbeit in seinem Unternehmen war er zudem Redaktor und Drucker der freisinnigen Zeitungen Der Eidgenoss und Der Volksmann.
Auch im Militär machte Abraham Stocker Karriere. Im Jahr 1848 war er Unterleutnant und ab 1851 Pulververwalter auf dem Platz Luzern (für die Zentralschweiz und das Tessin). Den Rang eines Majors erreichte er 1854, und 1866 wurde er im Rang eines Obersts Adjutant der 8. Brigade. Von 1875 bis 1880 war er Oberinspektor der Infanterie.
Politisch startete er in der Kommunalpolitik als Mitglied des Grossen Stadtrats der Stadt Luzern. In diesem Gremium war Abraham Stocker vom 21. Mai 1854 bis zum Juni 1858 sowie von 1867 bis 1871 tätig. Vom 31. Mai 1863 bis zu seinem Tod 1887 war er zudem Luzerner Kantonsrat (damals: Grossrat). Vom 20. Juni 1858 bis zum 24. Juni 1866 und von 1871 bis 1879 war Abraham Stocker Mitglied des Stadtrats (Stadtregierung) von Luzern und übte zudem vom 22. Januar 1865 bis zum 24. Juni 1866 das Amt des Stadtpräsidenten der Stadt Luzern aus. Auf nationaler Ebene war Abraham Stocker vom 1. Dezember 1867 bis zum 1. Juni 1871 liberaler Ständerat des Kantons Luzern.
Das Engagement als Förderer des Schienenverkehrs brachte Abraham Stocker verschiedene Stellen ein. Zuerst war er ab 1871 Verwaltungsrat der Gotthardbahn, zudem von 1873 bis 1875 Verwaltungsrat der Bern-Luzern-Bahn. Ab 1880 war er Oberrevisor der Gotthardbahn. Weitere Ämter waren Verwaltungsrat der Eidgenössischen Bank von 1870 bis 1874, 1. Präsident des Luzerner Gewerbeverbands sowie ab 1865 Mitglied der 1864 gegründeten Sektion Pilatus des Schweizer Alpen-Clubs (SAC), dessen Vizepräsidium er 1873–1875 übernahm. Abraham Stocker war zudem ein führendes Mitglied der Christkatholischen Kirche der Schweiz im Kanton Luzern.
Am 27. September 1852 heiratete Abraham Stocker Lementia (Klementine) Steiger und hatte mit ihr fünf Söhne und drei Töchter. Sein Bruder Johann war Lehrer und Politiker (Kommunalpolitiker und Regierungsrat des Kantons Luzern).